# Wapen van de Bahama's

Wapen van de Bahama's

Het wapen van de Bahama's werd op 7 december 1971 door koningin Elizabeth II van het Verenigd Koninkrijk verleend. Het verving een badge dat in de 18e eeuw was ingesteld.

## Beschrijving
Het wapenschild heeft een witte achtergrond met daarop afgebeeld de karveel de Santa María van Christoffel Columbus. Het schip wordt verbeeld met gouden zeilen. In het schildhoofd is een gouden opkomende zon afgebeeld op een donkerblauwe achtergrond. Schildhouder aan de rechterzijde (links op de afbeelding) is een zeilvis en aan de linkerzijde een flamingo. Op het schild staat een gouden helm met een blauw-gouden dekkleed. Het helmteken is een mossel boven een geel-blauwe wrong. De mossel wordt door groene takken omgeven.
De zeilvis is afgebeeld in blauwe golven en de flamingo op groen land. Tussen de golven en op het land is een tekstband geplaatst waarop het motto van de Bahama's staat: Forward, Upward, Onward, Together.

## Symboliek
De Santa María verwijst naar de landing van Columbus op de Bahama's. De dieren die als schildhouder zijn gebruikt zijn de nationale dieren van de Bahama's. De kleuren die gebruikt zijn in het wapen staan voor een glorierijke toekomst van het land.
Antigua en Barbuda · Aruba · Bahama's · Barbados · Belize · Canada · Costa Rica · Cuba · Curaçao · Dominica · Dominicaanse Republiek · El Salvador · Grenada · Guatemala · Haïti · Honduras · Jamaica · Mexico · Nicaragua · Panama · Saint Kitts en Nevis · Saint Lucia · Saint Vincent en de Grenadines · Sint Maarten · Trinidad en Tobago · Verenigde Staten
Afhankelijke gebieden

Amerikaanse Maagdeneilanden · Anguilla · Bermuda · Britse Maagdeneilanden · Groenland · Guadeloupe · Kaaimaneilanden · Martinique · Montserrat · Navassa · Puerto Rico · Saint-Pierre en Miquelon · Turks- en Caicoseilanden